# Into the Night (série télévisée)
Into the Night ou Après la nuit au Québec est une série télévisée de science-fiction post-apocalyptique belge en douze épisodes de quarante minutes, créée par Jason George et diffusée depuis le 1er mai 2020 sur la plate-forme Netflix. Il s'agit de l'adaptation du roman numérique polonais The Old Axolotl (Starość aksolotla) de Jacek Dukaj et elle est la première série belge francophone produite par Netflix,.
Elle a pour corollaire une série dérivée turque intitulée Yakamoz S-245, diffusée le 20 avril 2022 sur Netflix.
En 2023, Netflix annule discrètement la série.[réf. nécessaire]

## Synopsis
Dans cette série post-apocalyptique, le soleil devient subitement et inexplicablement mortel pour l'homme. Quiconque entre en contact avec ses rayons meurt immédiatement. La nouvelle ne tarde pas à se répandre et les passagers d'un vol de nuit partant de l'aéroport de Bruxelles en direction de Moscou ont une occasion de s'en sortir. En effet, un voyageur armé détourne l'avion et pousse le pilote à prendre la direction de l'ouest pour rester dans le noir et ainsi fuir le soleil. Ce petit monde à bord de l'appareil, qui ne se connaît pas, va devoir s'unir pour essayer de survivre, même si la situation semble assez désespérée.

## Distribution

### Acteurs principaux
- Pauline Étienne : Sylvie Bridgette Dubois
- Laurent Capelluto : Mathieu Daniel Douek
- Stefano Cassetti : Terenzio Matteo Gallo (saison 1)
- Mehmet Kurtuluş : Ayaz Kobanbay
- Babetida Sadjo : Laura Djalo
- Jan Bijvoet : Richard « Rik » Mertens
- Ksawery Szlenkier : Jakub Kieslowski
- Vincent Londez : Horst Baudin
- Regina Bikkinina : Zara Oblonskaya (saisons 1 et 2)
- Alba Gaïa Bellugi : Ines Mélanie Ricci
- Nabil Mallat : Osman Azizi
- Nicolas Alechine : Dominik Oblonskaya (saisons 1 et 2)
- Astrid Whettnall : Gabrielle Renoir (saison 1)
- Joe Manjón : Félipe (saison 2)
- Emilie Caen : Théa Bisset (saison 2)
- Dennis Mojen : Markus Müller (saison 2)
- Coen Bril : Heremans (saison 2)
- Javier Godino : Gerardo (saison 2)

### Acteurs récurrents
- James McElvar : Freddie D. Green (saison 1)
- Edwin Thomas : Roger Waters (saison 1)
- Robbie Nock : John Morris (saison 1)
- Mihail Mutafov : M. Volkov (saison 1)
- Laura Sépul : Chloé
- Yassine Fadel : Nabil (saison 1)
- Thorian de Decker : Henry
- Gaëtan Wenders : Louis
- Martyna Peszko : Lena
- Catherine Bary : Odette
- Borys Szyc : Colonel Łom (saison 2, invité saison 1)
- Marie-Josée Croze : Gia (saison 2)
- Anton Kouzemin : Alexei (saison 2)

### Acteurs invités de Yakamoz S-245
- Kıvanç Tatlıtuğ : Arman (saison 2)

## Production

### Développement
Début septembre 2019, Netflix annonce la production de sa première série télévisée belge, réalisée par les Belges Inti Calfat et Dirk Verheye et dirigée par la société Entre Chien et Loup.

### Attribution des rôles
Fin septembre 2019, Netflix révèle les acteurs internationaux Pauline Étienne, Laurent Capelluto, Nabil Mallat, Stefano Cassetti, Jan Bijvoetti, Astrid Whettnall, Vincent Londez, Regina Bekkinina, Alba Gaïa Bellugi, Babetida Sadjo, Mehmet Kurtuluş et Ksawery Szlenkier.

### Tournage
Le tournage débute en septembre 2019  à Amsterdam, principalement en Bulgarie et partiellement en studio, ainsi qu’en Belgique et en Macédoine du Nord pendant cinquante jours.

### Fiche technique
Sauf indication contraire, les informations mentionnées dans cette section peuvent être confirmées par la base de données cinématographiques IMDb,  présente dans la section « Liens externes ».
- Titre original : Into the Night
- Titre québécois : Après la nuit
- Création : Jason George
- Casting : Michaël Bier
- Réalisation : Inti Calfat et Dirk Verheye
- Scénario : Jason George[5], d’après le roman numérique polonais The Old Axolotl (Starość aksolotla) de Jacek Dukaj[1]
- Musique : Rupert Parkes
- Costumes : Nathalie Leborgne
- Photographie : Thomas Hardmeier
- Montage : Stijn Deconinck, Mathieu Depuydt  et Koen Timmerman
- Production : Sébastien Delloye
- Production déléguée : Tomasz Baginski, Jacek Dukaj, Jason George et D.J. Talbot
- Société de production : Entre Chien et Loup
- Société de distribution : Netflix
- Pays de production :  Belgique
- Langues originales : français ; anglais, arabe, italien, néerlandais, polonais, russe et turc[6]
- Format : couleur
- Genres : science-fiction post-apocalyptique ; drame, thriller
- Durée : 35–40 minutes
- Date de première diffusion : Monde : 1er mai 2020 sur Netflix

## Épisodes

### Saison 1
1. Sylvie
2. Mathieu
3. Jakub
4. Ayaz
5. Rik
6. Terenzio

### Saison 2
1. Zara
2. Laura
3. Ines
4. Gia
5. Théa
6. Asil

## Série dérivée
En 2022, la plateforme Netflix diffuse une série dérivée intitulée Yakamoz S-245, qui est centrée sur des survivants dans un sous-marin. Le personnage principal de cette série est introduit dans le dernier épisode de la saison 2 de la série principale.

## Accueil

### Critique
Aurore Engelen de Cineuropa assure que la série est « modeste mais rendue percutante par un format éclair qui permet de tenir en haleine le spectateur autour d’un pitch intrigant mais risqué ».